# Taylor Jenkins Reid
Taylor Jenkins Reid (Acton, 20 dicembre 1983) è una scrittrice statunitense.

## Biografia
Taylor Jenkins Reid è nata ad Acton, Massachusetts, nel 1983. Ha iniziato a scrivere mentre lavorava in un liceo, fino a quando non ha ottenuto un contratto editoriale. Ha lavorato nell'ambito della produzione cinematografica per tre anni, per poi laurearsi.
Il suo primo romanzo, Tu, io e tutto il tempo del mondo, è stato pubblicato nel 2013. I sette mariti di Evelyn Hugo è stato pubblicato nel 2017: per questo romanzo è stata nominata per un Goodreads Choice Award. Il libro è stato anche finalista per il Libro del mese.
Il suo romanzo del 2019, Daisy Jones & The Six, è adattato in una miniserie da Amazon Studios, coprodotta da Reese Witherspoon. Il libro è parzialmente basato sulla carriera della band Fleetwood Mac e sulla registrazione del loro album di successo Rumours.
L'autrice vive a Los Angeles con suo marito, Alex Jenkins Reid, e con la loro figlia.

## Opere

### Romanzi
- Tu, io e tutto il tempo del mondo (Forever, Interrupted, 2013)
- After I Do. Ti lascio per non perderti, 2023 (After I Do, 2014)
- Maybe in Another Life (2015), inedito in italiano
- Amore per due, 2024 (One True Loves, 2016)
- I sette mariti di Evelyn Hugo, 2021 (The Seven Husbands of Evelyn Hugo, 2017)
- Daisy Jones & The Six, 2020 (Daisy Jones & The Six, 2019)
- Malibu Rising. Una notte a Malibù, 2023 (Malibu Rising, 2021)
- Carrie Soto is Back (2022)
- Atmosphere (2025)

### Racconti
- Scusa se ti scrivo all'improvviso (Evidence of the Affair, 2018)